# دستگاه لبه
در شبکه‌های رایانه‌ای، دستگاه لبه به دستگاهی گفته می‌شود که نقطه ورود به شبکه‌های اصلی شرکت یا ارائه‌دهنده خدمات را فراهم می‌کند. نمونه‌هایی از این دستگاه‌ها شامل روترها، سوئیچ‌های مسیریابی، دستگاه‌های دسترسی یکپارچه (IADs)، مالتی‌پلکسرها، و انواع دستگاه‌های دسترسی به شبکه‌های شهری (MAN) و شبکه‌های گسترده (WAN) هستند. دستگاه‌های لبه همچنین اتصال به شبکه‌های حامل و ارائه‌دهنده خدمات را ممکن می‌سازند. دستگاه لبه‌ای که یک شبکه محلی (LAN) را به یک سوئیچ پرسرعت یا ستون فقرات (مانند سوئیچ ATM) متصل می‌کند، ممکن است به عنوان یک تمرکزگر لبه (Edge Concentrator) شناخته شود.

## عملکردها
به طور کلی، دستگاه‌های لبه معمولاً روترهایی هستند که دسترسی احراز هویت‌شده (بیشتر به‌صورت PPPoA و PPPoE) به شبکه‌های بک‌بون و هسته‌ای سریع‌تر و کارآمدتر را فراهم می‌کنند. روند فعلی این است که دستگاه لبه هوشمند باشد و دستگاه‌های هسته‌ای "ساده و سریع" طراحی شوند. بنابراین، روترهای لبه اغلب شامل قابلیت‌های کیفیت خدمات (QoS) و عملکردهای چند‌سرویسه برای مدیریت انواع مختلف ترافیک هستند. در نتیجه، شبکه‌های هسته‌ای معمولاً با سوئیچ‌هایی طراحی می‌شوند که از پروتکل‌های مسیریابی مانند OSPF (پروتکل مسیر‌یابی کوتاه‌ترین مسیر باز) یا MPLS (سوئیچینگ برچسب چند‌پروتکلی) برای اطمینان از قابلیت اطمینان و مقیاس‌پذیری استفاده می‌کنند، که این امر اجازه می‌دهد روترهای لبه دارای لینک‌های پشتیبان به شبکه هسته‌ای باشند. لینک‌های بین شبکه‌های هسته‌ای متفاوت هستند—برای مثال، روترهای پروتکل دروازه مرزی (BGP) اغلب برای تبادلات همتا (Peering) استفاده می‌شوند.

## ترجمه(تبدیل)
دستگاه‌های لبه ممکن است بین یک نوع پروتکل شبکه و نوع دیگری ترجمه کنند. برای مثال، شبکه‌های محلی (LAN) از نوع اترنت یا حلقه رمز یا تجهیزات xDSL ممکن است از یک بک‌بون حالت انتقال ناهمگام (ATM) برای اتصال به سایر شبکه‌های هسته‌ای استفاده کنند. شبکه‌های ATM داده‌ها را در قالب سلول ارسال می‌کنند و از مدارهای مجازی اتصال‌گرا استفاده می‌کنند. در مقابل، یک شبکه IP مبتنی بر بسته است؛ بنابراین، اگر ATM به‌عنوان هسته استفاده شود، بسته‌ها باید در سلول‌ها کپسوله شوند و آدرس مقصد به شناسه مدار مجازی تبدیل شود. برخی از انواع جدید فیبر نوری از حلقه اشتراک شبکه نوری غیرفعال (PON) مانند GPON استفاده می‌کنند، که در آن دستگاه لبه به اترنت برای بک‌هاول (مخابرات) متصل می‌شود.

## واحدهای چند‌سرویسی
یک سوئیچ لبه برای یک شبکه گسترده (WAN) ممکن است یک واحد چند‌سرویسی باشد، به این معنا که از طیف گسترده‌ای از فناوری‌های ارتباطی پشتیبانی می‌کند، از جمله شبکه دیجیتال خدمات یکپارچه (ISDN)، مدارهای T1، بازپخش قاب (Frame Relay) و حالت انتقال ناهمگام (ATM). یک دستگاه لبه ممکن است خدمات پیشرفته‌ای مانند پشتیبانی از شبکه خصوصی مجازی (VPN)، ارتباط صوتی از طریق پروتکل اینترنت (VoIP) و خدمات کیفیت خدمات (QoS) ارائه دهد.